# Signiphora woolleyi
Signiphora woolleyi är en stekelart som beskrevs av Hayat 2003. Signiphora woolleyi ingår i släktet Signiphora och familjen långklubbsteklar. Inga underarter finns listade i Catalogue of Life.